# Osnovna škola
Osnovna škola je škola koju učenik pohađa kao prvu školu. Djelatnost osnovnog školstva obuhvaća odgoj i obvezno školovanje, druge oblike školovanja djece i mladih te školovanje odraslih osoba. Svrha je osnovnog školstva da učeniku omogući stjecanje znanja, pojmova, umijeća, stavova i navika potrebnih za život i rad ili daljnje školovanje.  
Trajanje osnovne škole razlikuje se ovisno o državi. Primjerice, u Vijetnamu traje tri, u Kini šest, a u Njemačkoj deset godina. U Hrvatskoj osnovno školovanje traje najmanje osam godina i po Zakonu je obvezno za svu djecu, najčešće u dobi od šest do petnaest godina. Osnovno školovanje obavljaju osnovne škole i druge javne ustanove, a ostvaruju ga na temelju nastavnog plana i programa. Pedagoškim standardom utvrđuju se materijalni, kadrovski i drugi uvjeti za ostvarivanje djelatnosti i podjednak razvoj osnovnog školstva za srednjoročno razdoblje. Pedagoški standard donosi Hrvatski sabor. Poslije nje slijedi srednja škola.  
Prema hrvatskome Zakonu o osnovnom školstvu: »Škola je dužna osigurati kontinuirani razvoj učenika kao duhovnog, tjelesnog, moralnog, intelektualnog i društvenog bića u skladu s njegovim sposobnostima i sklonostima.«

## Ocjenjivanje

### Hrvatska
Osnovne škole u Hrvatskoj provode numeričko ocjenjivanje učenika. Tako su pozitivne ili prolazne ocjene: 
- odličan (5)
- vrlo dobar (4)
- dobar (3)
- dovoljan (2)

Samo je jedna negativna, odnosno neprolazna ocjena:
- nedovoljan (1)

Ocjene se daju na temelju usmenih ili pismenih rezultata te zalaganja, kulture međusobne komunikacije itd. Zaključna ocjena iz nastavnog predmeta na kraju nastavne godine ne mora proizlaziti iz aritmetičke sredine upisanih ocjena, poglavito ako je učenik pokazao napredak.
Opći uspjeh na kraju nastavne godine utvrđuje se prema srednjoj ocjeni u dvije decimale i to zaokruživanjem na cijeli broj. Ocjenu odličan tako dobivaju učenici s prosjekom zaključnih ocjena iznad 4,50, ocjenu vrlo dobar učenici čiji je prosjek zaključnih ocjena između 3,50 i 4,49 i tako dalje. Ukoliko učenik ima zaključnu ocjenu nedovoljan iz jednoga predmeta, nije položio razred. U nižim razredima osnovne škole, odluku o općem uspjehu donosi razredni učitelj, a i višima to na prijedlog razrednika čini razredno vijeće.

### Slovenija
Osnovne škole u Sloveniji učenike ocjenjuju opisnim ocjenama u prvom i drugom razredu. Počevši s trećim razredom pa sve do poslijednjega, devetog razreda, učenici se ocjenjuju brojčanim ocjenama, čiji je sustav paralelan hrvatskomu.

### Srbija
Osnovne škole u Srbiji za prvi razred osnovne škole koriste opisne ocjene, koje prvenstveno služe kao preporuke za daljnji rad učenika. Od drugog do osmog razreda koristi se brojčani sustav ocjenjivanja paralelan hrvatskomu, gdje je 5 najviša, a 1 najniža ocjena. Aritmetička sredina ocjena služi kao prijedlog zaključne ocjene pojedinog predmeta, no također ne mora predstavljati konačnu ocjenu ukoliko je učenik pokazao osobit napredak ili nazadovanje.

### Njemačka
Do desetoga razreda u Njemačkoj se učenike ocjenjuje sustavom od 6 brojčanih ocjena (njem. Note). Najbolja je od njih ocjena 1 (sehr gut, 'vrlo dobar'), a najniža 6 (ungenügend, 'nedovoljan'). Pojedine varijacije u tradicionalnom sustavu ocjenjivanja dozvoljavaju i uporabu ocjena s plusom ili minusom za bolju, odnosno lošiju ocjenu. Za računanje aritmetičke sredine takvih ocjena, pridaju im se decimalne vrijednosti. Ocjena „1” tako je predstavljena s „1,0”, ocjena „1–” s  „1,3”, ocjena „2+” s „1,7”, ocjena „2–” s „2,3” i tako dalje. Ove se decimalne vrijednosti razlikuju između saveznih država. Zaključne ocjene mogu biti isključivo cijele, a u nekim se regijama bilježe riječima.

### SAD
Osnovne škole u SAD-u rabe slovni sustav ocjena (engl. grade) u kojemu je slovo A najviša, a niže su ocjene B, C, D i F, pri čemu je F neprolazna (engl. fail). Varijacije sustava dozvoljavaju i uporabu ocjena s plusom ili minusom, gdje je najviša ocjena A+, a slijede joj A, A–, B+, B, B– i tako dalje, a jedina ocjena na koju to nije primjenjivo jest F. Iako je D najčešće najniža prolazna ocjena, u nekom je školama to ipak C.

### Ujedinjeno Kraljevstvo
Osnovne škole u Ujedinjenom Kraljevstvu od 2014. godine rabe opisne ocjene, pri čemu se znanje učenika procjenjuje u odnosu na očekivano znanje u dobi učenika (unutar, ispod ili iznad očekivane razine znanja). Ipak, uvođenjem takvog sustava škole u UK-u više ne rabe jedinstven sustav evaluacije učenika.
Prethodni, jedinstveni sustav ocjenjivanja u UK-u opisivao je učenike prema dostignutoj razini znanja na kraju svakog razdoblja (tzv. levels of achievement). Svakih nekoliko godina, na kraju svakog pojedinog key stagea, učenici bi polagali standardizirani nacionalni ispit iz nekoliko ključnih predmeta na kojemu bi se procjenila njihova razina znanja, koja se zatim mogla usporediti s očekivanjim uspjehom za pojedinu dobnu skupinu. Predviđeno je tako da učenici u dobi od 7 godina budu razina 2, u dobi od 11 godina razina 4, a u dobi od 14 godina (u zadnjem, 9. razredu osnovne škole) razina 5 ili 6. Najviša je bila razina 8, u osnovnoj školi dostupna samo na ispitu iz matematike, a izvanredni učenici dostizali su razinu 7.

## Predmeti u hrvatskim školama
Od 1. razreda:
- Hrvatski jezik
- Materinski jezici i kulture nacionalnih manjina (srpski, talijanski, češki,[8] romski,[9] mađarski jezik[10] i drugi)
- Matematika
- Priroda i društvo
- Engleski jezik (od 2003. godine)
- Njemački jezik (u nekim školama)
- Vjeronauk (katolički, pravoslavni ili islamski; izborni predmet)
- Glazbena kultura
- Tjelesna i zdravstvena kultura
- Likovna kultura
- Informatika (izborni predmet do 5. razreda, kada postaje obavezan za 5. i 6. te opet izborni za 7. i 8. razred)[11]

Od 4. razreda:
- Engleski jezik (Do 2003. godine, i danas kao izborni predmet u školama u kojima se uči njemački od prvog razreda kao obvezni predmet)
- Njemački jezik (izborni predmet)
- Talijanski jezik (izborni predmet)
- Francuski jezik (izborni predmet)

Od 5. razreda:
- Geografija
- Priroda (zamjenjuje prirodu i društvo)
- Povijest
- Tehnička kultura
- Latinski jezik (izborni predmet)

Od 7. razreda:
- Kemija
- Fizika
- Biologija (zamjenjuje prirodu)
- Grčki jezik (izborni predmet)

### Opis predmeta

#### Hrvatski jezik
Hrvatski se standardni jezik u osnovnim školama podučava kao materinski ili glavni jezik društva učenika. Predmet je usredotočen na podučavanje korištenja i razumijevanja standardnog jezika, pri čemu se on poređuje s idiomatskim govorom i stranim jezicima, ali i na stjecanje osnovne medijske, međukulturne i informacijske pismenosti. Predmet poučava gramatiku hrvatskoga jezika, uporabu hrvatskoga u komunikaciji i stvaralaštvu, hrvatsku i svjetsku književnost te kulturu i medije suvremenoga svijeta.

#### Matematika
Dva glavna područja u matematici su aritmetika i geometrija. Matematika proučava brojeve, zbrajanje, oduzimanje, množenje, dijeljenje, razlomke, kutove itd.

#### Priroda i društvo
Priroda i društvo ukratko obrađuje živu i neživu prirodu tj. ljude, životinje, biljke, vodu, tlo, stanice i sve što spada u prirodu oko nas.

#### Engleski jezik
Nastava engleskoga jezika podrazumijeva podučavanje standardnoga engleskog jezika, ali i običaje, kulturu i jezičnu raznolikost engleskoga govornog područja.

#### Vjeronauk
Vjeronauk je izborni predmet u svim osnovnim školama u Hrvatskoj. Katolički vjeronauk podučava osnove kršćanske vjere, strukturu Biblije, etičke i moralne vrijednosti katoličanstva, obilježja i razumijevanje drugih vjerskih kultura te život sukladno katoličkoj vjeri. Pravoslavni vjeronauk podučava temeljna obilježja Svetog pisma, pravoslavno razumijevanje svijeta, etičke i moralne vrijednosti života u društvu i crkvenu umjetnost. Islamski vjeronauk slično podučava vjerska i etička načela za život u vjerskom i općem društvu, osnovno razumijevanje Kurana te razumijevanje drugih kultura i vjerskih zajednica te suživot s njima sukladno islamskoj vjeri.

#### Glazbena kultura
Glazbena kultura podučava o glazbenoj umjetnosti uopće. Osim osnovnih teorijskih aspekata glazbe (ritam, melodija, note i sl.), predmet za cilj ima upoznavanje učenika s reprezentativnim primjerima glazbe raznih stilova, vremenskih epoha i kultura, kao i poticanje na bavljenje glazbom. Time se nastoji poticati razvitak glazbenog ukusa, kritičkog posmatranja glazbenih djela i razumijevanje uloge glazbe u kulturi kako regije, tako i svijeta.

#### Tehnička kultura
Tehnička kultura uči o tehničkom pisanju velikih i malih slova, prometu, tehničkim materijalima, nacrtima, kućanskim uređajima, građevini, elektrotehnici, informacijskim tehnologijama i bliskim znanjima.